# 松江市ガス局
松江市ガス局（まつえしガスきょく）は、島根県松江市において、公営ガス事業を行う同市の地方公営企業。一般ガス事業者である。都市ガスだけでなく、LPガスの供給も行っている。2023年8月現在、公営のガス事業は西日本では松江市だけとなっている。

## 概要
- 所在地 - 島根県松江市平成町182-42[注釈 1]
- 業務 - 都市ガスの製造･供給･販売、LPガスの販売等
- 職員数 - 43名（事業管理者除く）令和5年4月現在[2]
- 供給区域内戸数 - 39,247戸（供給区域内普及率:44.2％）[3]

## 沿革
（ガス局のあゆみ(沿革)より）
- 1930年4月1日 - 市営ガス事業を開始[2]。
- 1952年 - 公営企業部ガス課に改称。
- 1958年 - 企業局に改称。
- 1967年 - 企業局ガス部に改称。
- 1979年 - 企業局からガス事業が独立され、松江市ガス局に改称。
- 2000年 - 天然ガスへの転換を開始。
- 2004年 - 天然ガスへの転換完了。
- 2025年 - ガス事業の民間への譲渡先を決定する予定。理由は人口減少やオール電化住宅の普及、「カーボンニュートラル」への対応の難しさなどとしている[4][1]。

## 松江市の地方公営企業
- 松江市上下水道局
- 松江市交通局
- 松江市立病院